# 北川勝博
北川 勝博（きたがわ かつひろ、1958年10月7日 - ）は、日本の俳優、声優。愛知県出身。身長176cm。劇団昴所属。名城大学卒業。

## 人物
特技は名古屋弁、ラグビー。

## 出演作品

### テレビドラマ
- 遊びじゃないのよ、この恋は 第11話「家族の中に犯人がいる!?」（1986年、TBS）
- うさぎの休日（1988年、NHK）
- さすらい刑事旅情編
- 土曜ワイド劇場（ANB / 東映）
  - 密会の宿・1「家元争いの陰に女たちの艶やかな謀略が舞う」（1989年）
  - 終着駅シリーズ・1「終電車」（1990年）
  - 大密室殺人事件「殺された息子からの脅迫状、黒猫が知っているトリックの怪!」（1991年1月26日）
  - 越後七浦殺人海岸（1991年9月14日）
  - 新船長の航海事件日誌（2006年） - 定松五郎甲板長 役
- はぐれ刑事純情派（テレビ朝日 / 東映）
  - 第3シリーズスペシャル「西オーストラリアに暗躍する謎の女 危うし!」（1990年） - 塩崎 役
- 刑事貴族
- 女無宿人 半身のお紺 第11話「吹雪は去りました」（1991年、TX / C.A.L）
- 西田ひかるの痛快人間伝 -Dashing life story-
- 特捜ロボ ジャンパーソン（1993年、テレビ朝日） - 若林アキの上司 役
- 火曜サスペンス劇場（NTV）
  - 身辺警護・1「マルタイの女」（1998年）
- 金田一耕助の事件簿・27「悪霊島」（1999年、TBS）
- 罠の交差点（2008年、TBS）

### テレビアニメ
1997年
- 手塚治虫の旧約聖書物語（カイン）
- 名探偵コナン（松井秀豪）

1998年
- MASTERキートン（IRAの男）

1999年
- BLUE GENDER（ダグ）

2000年
- ワイルドアームズ トワイライトヴェノム（科学者A）

2001年
- グラップラー刃牙（安藤玲一、矢島、デックソン、総理）
- Cosmic Baton Girl コメットさん☆（柊修造）
- スターオーシャンEX（ラクール王）
- Z.O.E Dolores, i（ルドガー・テュシアー）
- ヒカルの碁（海王中校長、森下茂男）
- Hellsing（シェルビー・M・ペンウッド卿）

2002年
- NARUTO -ナルト-（忍亀）
- フルメタル・パニック!（バチスト）
- 魔王ダンテ（神の番人）

2003年
- アストロボーイ・鉄腕アトム（マネージャー）
- 犬夜叉（老狼）
- TEXHNOLYZE（構成員1）

2004年
- 爆裂天使（リー爺）
- 流星戦隊ムスメット（竜崎理事長）

2005年
- 銀盤カレイドスコープ（協会理事、会長）
- CLUSTER EDGE（労働者）
- バジリスク 〜甲賀忍法帖〜（霞刑部）

2006年
- 半分の月がのぼる空（近松覚正）

2008年
- ゴルゴ13（レイモンド・バートン）
- 獣神演武 HERO TALES（頭領）
- テイルズ オブ ジ アビス（アルマンダイン伯爵）

2011年
- NARUTO -ナルト- 疾風伝（忍亀）

2012年
- NARUTO -ナルト- SD ロック・リーの青春フルパワー忍伝（忍亀）

### OVA
- 世界の光 親鸞聖人（1992年、安楽房）
- サクラ大戦 桜華絢爛（1997年、帝劇の客）
- 銀河英雄伝説外伝 叛乱者（2000年、インマーマン）
- 機動戦士ガンダム0083 STARDUST MEMORY 宇宙の蜉蝣2（2016年、アサクラ）

### 劇場アニメ
- 戦争が終わった夏に（1990年）
- 機動戦士ガンダムIII めぐりあい宇宙篇 特別版（2000年、アサクラ）
- BLOOD THE LAST VAMPIRE（2000年、客）
- シックス・エンジェルズ（2002年、新ソ連首相）

### ゲーム
2000年代
- ヒカルの碁 〜平安幻想異聞録〜（2002年、白虎、人魚、狐）
- ヒカルの碁 〜院生頂上決戦〜（2002年、森下九段）
- ラチェット&クランク（2002年、クォークの用心棒）
- NARUTO -ナルト- ナルティメットヒーロー2（2004年、忍亀）
- SDガンダム GGENERATION（2007年 - 2016年、アサクラ 他） - 2作品
- Fable II（2008年）
- ラストレムナント（2008年、ズイコー）

2010年代
- 北斗の拳 激打MAX（2013年、ダイヤ、デビルリバース、牙大王、フドウ）
- キングダム ハーツIII（2019年、ピート）

### ドラマCD
- スターオーシャン Till the End of Time Vol.1 新しき風の凱歌（隊長）
- 火の鳥 永遠の生命（ルベツ）
- ななか6/17（霧里耐三）

### 吹き替え

#### 担当俳優
アンドリュー・クレイグ
- コナン&レッドソニア（ヴァルカー）
- コナン・ザ・アドベンチャー（ヴァルカー）
- ザ・ヤクザ（ウラジミール）

ジム・ビーヴァー
- NCIS: ニューオーリンズ（ジャクソン・ハウザー）
- クリミナル・マインド3 FBI行動分析課（ウィリアムズ保安官）
- スタートレック:エンタープライズ（レオナルド提督）

ジョン・コスラン・Jr
- クリミナル・マインド12 FBI行動分析課（ジム・カーソン巡査）
- CSI:ニューヨーク9 ザ・ファイナル（ケヴィン・フィリップス博士）
- プライベート・プラクティス3（アルベルト判事）

バリー・シャバカ・ヘンリー
- アンフォゲッタブル4 完全記憶捜査（レオ・ハケット）
- エクスタント（ガベル上院議員）
- フラッシュフォワード（シーリー・ブリード捜査官）
- ラッシュアワー（ボビー）

マイク・スター
- ザ・ホワイトハウス2（トニー・マリノ）
- そりゃないぜ!? フレイジャー（ビリー・クリューゼル）
- ラグタイム しっちゃかめっちゃか大騒動（ラマスター）

#### 映画
- 愛さずにはいられない
- アイス・プラネット（ルムラ博士〈サブ・シモノ〉）
- アウトブレイク（ソルト少佐〈キューバ・グッディング・Jr〉）※DVD・ビデオ版
- 悪夢の破片
- 悪魔の棲む部屋（ウィル〈デヴィッド・オハラ〉）
- アステロイド2（クラレンス〈タイニー・リスター・Jr.〉）
- アップサイドダウン 重力の恋人（ボブ・ボルショヴィッツ〈ティモシー・スポール〉）
- アトミック・トレイン ※ソフト版
- アナライズ・ミー（サル・マシエロ）※ソフト版
- アニマル・ハウス（ジェニングス教授〈ドナルド・サザーランド〉）
- アベンジャーズ/インフィニティ・ウォー（エイトリ〈ピーター・ディンクレイジ〉[9]）
- アメリカン・ガン
- インビンシブル（ハワード・ランキャスター〈リナル・ハフト〉）
- 運命のボタン
- ウィットネス（客人〈エリオット・グールド〉）
- ウィットネス・プロテクション 証人保護（スティーブン〈フォレスト・ウィテカー〉）
- L.A.コンフィデンシャル（フィリップ）※フジテレビ版（BD収録）
- エンド・オブ・バイオレンス（ゾルタン・コヴァックス〈ウド・キア〉）
- オーストラリア
- オール・ザ・キングスメン
- オズ はじまりの戦い（怪力男）
- オフィスキラー（ピーター・ダグラス）
- 追いつめられて（ビリー・デュバル〈ハワード・バフ〉）
- ガールズフレンドデー（タフト〈ラリー・フェセンデン〉）
- 奇蹟の降る空（精肉屋）
- 君はONLY ONE（フィル）
- クラッカージャック2（リッキーサンテリア / ラモス〈レオ・ロッシ〉）
- クリムゾン・リバー（道路管理の男〈フィリップ・ナオン〉） ※ソフト版
- ゲッティング・イーブン（ジン〈ロン・カナダ〉）
- ゲスト（シルバーリング医師〈ディーン・ポール・ギブソン〉）
- 恋のゆくえ/ファビュラス・ベイカー・ボーイズ（ヘンリー〈アルバート・ホール〉）
- コッホ先生と僕らの革命（グスタフ・メアフェルト〈ブルクハルト・クラウスナー〉）
- コラテラル・ダメージ（ジャック〈マイケル・ミルホーン〉）
- サイレントワールド2012（ビル・ハート（パトリック・ラビオートゥー〉）
- ザ・ターゲット
- THE BATMAN-ザ・バットマン-（ピート・サベージ本部長〈アレックス・ファーンズ〉[10]）
- 視姦（父親〈ブルース・マイヤーズ〉）
- 幸せのレシピ
- 処刑人（チェコフ〈スコット・グリフィス〉）
- 銃撃犯（フレヤリング〈アラン・C・パターソン〉）
- ジャッカル（FBI長官、ボルトノフ大佐）※DVD・ビデオ版
- シャンプー台のむこうに
- 水滸伝 決戦!白龍城（李逵李逵〈チョイ・ガムコン〉）
- スナイパー（ドウェイン〈ロン・セルマー〉）
- スリー・キングス ※フジテレビ版
- スリング・ブレイド
- スウォーズマン/剣士列伝（キョク老人〈ラム・チェンイン〉）
- ゼア・ウィル・ビー・ブラッド
- ゾディアック
- 奪還 DAKKAN -アルカトラズ-（デイモン・J・ケストナー看守〈マイケル・グレイディ〉）
- ダーク・ハーフ ※テレビ東京版
- 団塊ボーイズ（チャーリー〈スティーヴン・トボロウスキー〉）
- ダ・ヴィンチ・コード（ジェローム・コレ〈エチエンヌ・シコ〉）※フジテレビ版
- 007 トゥモロー・ネバー・ダイ（カーヴァーの手下）※フジテレビ版
- チャンピオン 明日へのタイトルマッチ（ハービー・ブッシュ〈オミッド・ジャリリ〉）
- 沈黙の断崖（トッド、ヘンリー・カー、店主）※DVD・ビデオ版
- デス・ゲーム2025（ハチェット・ジャック・ジャミストン〈ケン・カージンガー〉）
- デイ・アフター・トゥモロー（ブッカー、ピアス将軍）※テレビ朝日版
- DOA/デッド・オア・アライブ
- デモンズ・ウォー 戦場の死神（クッツ〈タデウシュ・フック〉）
- デビル・インサイド（コスタ医師〈クラウディウ・イストドール〉）
- 10 クローバーフィールド・レーン（ハワード〈ジョン・グッドマン〉）
- どつかれてアンダルシア (仮)（マゴの相棒）
- トータルフィアーズ（レヴェル国家安全保障顧問〈ブルース・マッギル〉）
- ドラゴン・タトゥーの女（ニルス・ビュルマン〈ヨリック・ヴァン・ヴァーヘニンゲン〉）
- トランスフォーマーシリーズ
  - トランスフォーマー（アイアンハイド、バリケード）
  - トランスフォーマー/リベンジ（アイアンハイド）
  - トランスフォーマー/ダークサイド・ムーン（アイアンハイド）
  - トランスフォーマー/最後の騎士王（バリケード）
- ドロップ・ゾーン（機長）※テレビ朝日版
- ドラゴンハート（ヒュー）※ビデオ・DVD版
- ナッティ・プロフェッサー クランプ教授の場合 ※日本テレビ版
- ハイスクール・ジャック　怒りの教室（ジャクソン巡査〈フォレスト・ウィテカー〉）
- バック・トゥ・ザ・フューチャー PART3（有刺鉄線のセールスマン〈リチャード・ダイサート〉）※日本テレビ版（思い出の復刻版DVD収録）
- ピーター・パン
- フランドル
- フールズ・ゴールド/カリブ海に沈んだ恋の宝石（ゲーリー〈アダム・ルフェーヴル〉）
- プロフェッツ・ゲーム（ボブ〈マイケル・ドーン〉）
- ブルドッグ
- ブロークン・トレイル 遥かなる旅路（ウィリアム・モンクリーフ〈ダンカン・フレイザー〉）
- ペイバック ※テレビ朝日版
- 僕たちのアナ・バナナ
- 暴動刑務所（ディアス〈マヌエル・タドロス〉）
- ホスピタル・アンダー・シージ
- ボアVS.パイソン（ルイス〈ヴェリザール・ビネヴ〉）
- 魔王（ヘルマン・ゲーリング元帥〈フォルカー・シュペンゲラー〉）
- マーシャル・ロー（ライト上院議員〈デイキン・マシューズ〉）
- マイ・ラブリー・フィアンセ（シド〈リッチ・コメニッチ〉）
- マクマホン・ファイル（バリー・セドロウ〈メル・ロドリゲス〉）
- 未来は今（ウェアリング・ハッドサッカー〈チャールズ・ダーニング〉）
- ミリオンダラー・ホテル（ベスト〈ドナル・ローグ〉）
- ミスティック・リバー（バル・サベッジ〈ケヴィン・チャップマン〉）
- ミッション: 8ミニッツ
- めぐり逢う大地（クロッカー〈ダンカン・フレイザー〉）
- メン・イン・ブラック2 ※テレビ朝日版
- メトロポリス2035（デメオ〈ヴェリザール・ビネヴ〉）
- メガ・シャークVSジャイアント・オクトパス（ヴィンス〈ジョナサン・ネイション〉）
- 迷犬サムソン&ヘラクレスの大冒険（タイニー〈マイク・グリーフ〉）
- 野獣教室（ランドル署長〈マイケル・フリン〉）
- 許されざる者 ※テレビ朝日版
- 善き人のためのソナタ（アントン・グルビッツ部長〈ウルリッヒ・トゥクル〉）
- ライブ・フロム・バグダッド 湾岸戦争最前線（ナージ・アル＝ハディーシー〈デヴィッド・スーシェ〉）
- ラスト・アクション・ヒーロー（ベネディクトの執事〈プロフェッサー・トオル・タナカ〉）※テレビ朝日版（デラックスエディションBlu-ray収録）
- ラッシュアワー（タクシー運転手）
- リンカーン/秘密の書[11]
- リミット90（ボルジア〈アントニーノ・ルオリオ〉）
- 臨死
- レリック（フレデリック・フォード警備員〈ジョフェリー・C・ブラウン〉）
- レモニー・スニケットの世にも不幸せな物語（警官〈セドリック・ジ・エンターテイナー〉）
- レザレクション（ネスラー〈ジョナソン・ウィテカー〉）
- ローグ・ワン/スター・ウォーズ・ストーリー（ベイズ・マルバス〈チアン・ウェン〉）
- ロード・トゥ・パーディション（ニッティの部下）
- ロード・トゥ・ヘブン（ジョシュア〈チャールズ・S・ダットン〉）
- ロミオ・マスト・ダイ ※テレビ朝日版
- ロビンとロマン（ウィル・スカーレット〈デンホルム・エリオット〉）
- ワールド・トレード・センター
- ワンス・アポン・ア・タイム・イン・チャイナ外伝/鬼脚（ガムパウ〈ヤム・サイクン〉）

#### ドラマ
- iCarly
- あなたにムチュー（アイク〈アート・エヴァンス〉）
- アンダーカバー・ボス2 社長潜入調査
- ER緊急救命室
  - シーズン1 #8（ヘイブン〈ジェフリー・リヴァス〉）
  - シーズン3 #2（トラベル）
  - シーズン5（ヘイマー〈バリー・シジスモンディ〉）
  - シーズン6 #22（タナー〈スチュアート・フィンレイ＝マクレナン〉）
  - シーズン7 #21（ジム〈ジャック・ハレット〉）
  - シーズン10 #3（興奮した患者〈ジョセフ・セリーニ〉）
  - シーズン11 #5（リック・デコイト〈グレン・モーシャワー〉）
  - シーズン13 #2（ジェームス・クライバス〈デヴィッド・アーノット〉）
  - シーズン14 #16（アルバストラム〈ゼイル・モリス〉）
  - シーズン15 #8（店員〈デヴィッド・グラマー〉）
- WITHOUT A TRACE/FBI 失踪者を追え!
  - シーズン1（クレイツァー〈アラン・ブルーメンフェルド〉）
  - シーズン2（ヘンドリックス）
  - シーズン3 #9（フレッド・コーエン〈ジョエル・ブルックス〉）
  - シーズン3 #23（リッカー）
- 宇宙船レッド・ドワーフ号（バクスター）
- エージェント・オブ・シールド（ロシア兵）
- X-ファイル2016（Dr.ルーベル〈ジュリアン・クリストファー〉）
- 女弁護士ロージー・オニール（バリック〈ヴォンディ・カーティス＝ホール〉）
- クォーリーと呼ばれた男（ヴァーン・ラトリフ刑事）
- glee/グリー（バリー・ジェフリーズ〈ミート・ローフ〉）
- クリミナル・マインド FBI行動分析課
  - シーズン4（ジム・シューレン）
  - シーズン5（ミッチェル〈グレン・モーシャワー〉）
  - シーズン8（アレックス・レイン〈ジョシュ・ホプキンス〉、マーティン刑事）
  - シーズン9（ビル・ハーディング〈ブライアン・バウムガートナー〉）
  - シーズン11（マクリアリー刑事）
- GRIMM/グリム3（スーツの男〈ロブ・マーズ〉）
- クレイジー・エックス・ガールフレンド（Mr.デイビス〈P・L・ブラウン〉）
- 刑事ナッシュ・ブリッジス
- 刑事フォイル（エリック・リバース巡査部長〈ジェフリー・フレッシュウォーター〉）
- ザ・ソプラノズ 哀愁のマフィア（ビッグ・プッシー・ボンペンシエロ〈ヴィンセント・パストーレ〉）
- ザ・プラクティス ボストン弁護士ファイル（スティーブ・ラングストン卿）
- ザ・フォロイング（ニール〈グレン・フレシュラー〉）
- 三国志 Three Kingdoms（王累、韓遂）
- THE BLACKLIST/ブラックリスト シーズン5（ローレンス・D・デブリン〈プルイット・テイラー・ヴィンス〉）
- シャーロック・ホームズの冒険 #11「入院患者」（プレッシントン）※DVD完全版
- ジェシカおばさんの事件簿死を招く秘め事の記録（ベネット〈エドワード・マルヘアー〉）
- シークエスト（エルンスト、ニック・ピッコロ〈ドム・デルイーズ〉）
- ジェームズ・ボンドを夢見た男
- CSI:3 科学捜査班（ジェリー・バロン〈ロン・カナダ〉）
- CSI:4 科学捜査班（カジノセキュリティ主任〈シャーマン・オーガスタス〉）
- スタートレック:ヴォイジャー（ラリー・ドレイク、ロン・ザック）
- スターゲイト SG-1（テガール大佐〈ダリル・シャトルワース〉）
- 戦争と平和（マック将軍〈ルドガー・ピストール〉）
- 太王四神記
- 推奴 〜チュノ〜
- タッチング・イーブル〜闇を追う捜査官〜
- ふたりは最高!ダーマ&グレッグ（警官〈エリック・アラン・クレイマー〉）
- ターミネーター サラ・コナー・クロニクルズ（ネルソン所長〈ディーン・ノリス〉）
- 超感覚刑事ザ・センチネル（ウィンターズ大佐）
- デスパレートな妻たち5
- 24 -TWENTY FOUR- シーズン4
- ナース・ジャッキー3（カール〈ダン・ラウリア〉）
- PERSON of INTEREST 犯罪予知ユニット（ジャック・サミュエル・ゲイツ判事）
- パワーレンジャー・イン・スペース（エクリプター〈ウォルター・ラング〉（声）、エリオット・フェノーメナス博士、ミケランジェロ）
- パワーレンジャー・ロスト・ギャラクシー（エリオット・フェノーメナス博士、ブロディ議員、宇宙船アナウンス〈トム・ワイナー〉〈声〉）
- 犯罪捜査官ネイビーファイル シーズン4（マーク・ファルコン警部補〈レックス・リン〉）
- ハイテク武装車バイパー（チャップマン〈ケン・フォリー〉）
- HAWAII FIVE-0（フリッパ〈ショーン・モクアヒ・ガーネット〉）
- ハリーズ・ロー 裏通り法律事務所（ジョージ〈ケヴィン・ダン〉）
- ヒューマン・ターゲット（ウィンストン〈シャイ・マクブライド〉）
- 4400 未知からの生還者
- FOREVER Dr.モーガンのNY事件簿（ジェリー・チャーターズ〈クラーク・ピーターズ〉）
- ブルーブラッド 〜NYPD家族の絆〜
- フラッシュフォワード（ICE捜査官〈カーメン・アルジェンツィアノ〉）
- BULL / ブル 法廷を操る男（タードル警部補〈エバン・パーク〉）
- ホワイトチャペル2 終わりなき殺意
- BONES シーズン5（ダニエル・ヨルダー）
- 魔術師 MERLIN（ヘイリグ）
- マルコム in the Middle（スパングラー校長〈ダニエル・フォン・バーゲン〉）
- マインドハンター（モリーナ刑事〈フェリックス・ソリス〉）
- 名探偵モンク2（スーパーの警備員）
- 名探偵モンク7（ニムロッド〈エリック・ラング〉）
- 名探偵ポワロ ヘラクレスの難業（フランチェスコ〈ナイジェル・リンゼイ〉）
- THE MENTALIST メンタリストの捜査ファイル3（フロイド・ベントン〈リチャード・ラウンドトゥリー〉）
- 愉快なシーバー家（ベーブ・ルース〈レスリー・モリス〉）
- Life 真実へのパズル（カール・エームズ〈ロジャー・アール・ブラウン〉）
- ライ・トゥ・ミー 嘘は真実を語る（ギル・ウォリス〈マイケル・マグレイディ〉）

#### アニメ
- アナと雪の女王（オーケン）
- アナと雪の女王 エルサのサプライズ（オーケン）
- オープン・シーズン（ライリー）
  - オープン・シーズン2 ペット vs 野生のどうぶつたち
  - オープン・シーズン3 森の仲間とゆかいなサーカス
- おさるのジョージ（新聞売り、建設現場の作業員）
- 快適な生活〜ぼくらはみんないきている〜
- クワック・パック（グワンプキ）
- 原始家族フリントストーンのレッツ・ロカプルコ（フレッド・フリントストーン）
- 原始家族フリントストーンのクリスマスキャロル（フレッド・フリントストーン）
- 原始家族フリントストーン 吸血鬼ロッキュラとフランケンストーン（フレッド・フリントストーン）
- ザ・シンプソンズ（ディクスター・コルト、ボーレガード、リッチ・テキサス人〈初代〉 他）
- ザ・リプレイス 大人とりかえ作戦（キャプテン・ジャック・スプラッター）
- ジャスティス・リーグ（ウルトラ・ヒューマナイト、サナガー星議員）
- シュレック2（ジャンボ）
- スター・ウォーズ/クローン・ウォーズ（キリアン）
- スパイダーマン（ライナス・リーバーマン / マイクロチップ）
- スピリット スタリオン・オブ・ザ・シマロン（マーフィー）
- タンタンの冒険/ユニコーン号の秘密（バーナビー）
- ちいさなプリンセス ソフィア（グッドウィン）
- トータリー・スパイズ!（グレイ博士）
- トイ・ストーリー4（オールド・タイマー）
- トイ・ストーリー・オブ・テラー!（オールド・タイマー、ウィルソン警官）
- 長ぐつをはいたネコ（賞金ハンター）
- ディズニーシリーズ（ピート）
  - ミッキーマウス!（ピート）※途中から
  - ミッキーマウス クラブハウス（ピート）※途中から
  - ミッキーマウスとロードレーサーズ（ピート）
- バグズ・ライフ（サンパー）
- プレーンズ2/ファイアー&レスキュー（ジャマー）
- ヘラクレス（男性）
- ムーラン2（チン国王）
- リセス 〜ぼくらの休み時間〜（エドモントン）
  - リセス 〜ぼくらの夏休みを守れ!〜
- LEGO アナと雪の女王 オーロラの輝き（オーケン）
- わんわん物語II（トニー）

### ラジオドラマ
- NHK-FM FMシアター「オルガニスト」（1999年） - ウラド

### ボイスオーバー
- エンジョイライフ（NHK-BS1）
- ヒトラーの帝国（ディスカバリーチャンネル）
- BS世界のドキュメンタリー（NHK-BS1）

### CM
- 花王 ヘルシア緑茶
- KDDI DION
- グローカルヘキサイト
- コカコーラR
- セブン&アイ・ホールディングス 夏ギフト激論篇（声の出演）
- YHPコンピューター雑誌広告

### テーマパーク
- 東京ディズニーランド（ピート）

### 舞台
1984年
- ハムレット（1984年 - 1992年、兵士、バーナードー）

1986年
- 島清、世に敗れたり（憲兵）
- マクベス（使者）

1987年
- スタア

1988年
- アブセント・フレンズ-来られない友に乾杯-（コリン）

1989年
- リチャード三世（ヨークの大司教）

1990年
- かもめ（トリゴーリン）
- 近代能楽集 邯鄲（医師）
- ジェニーの肖像

1991年
- オータム・ガーデン（レオン）
- セールスマンの死（1991年 - 1996年、ウェイター）
- クリスマス・キャロル（1991年 - 2005年、ベルの夫、トッパー、クリスマスの精霊、フェジウィッグ氏 他）

1992年
- Road-ロード-（ブライアン）

1993年
- アルジャーノンに花束を（1993年 - 1995年、ジンピイ）
- エリザベス（1993年 - 1995年）

1996年
- 走れメロス（1996年 - 1998年、隊長）

1997年
- 他人の目（ジュリアン）

1998年
- 三人姉妹（アンドレイ）

1999年
- 夏の砂の上
- 空騒ぎ（ボラチョー）

2000年
- 肉体の清算（アレクサンダー）
- マリリンとアインシュタイン

2001年
- NEWS NEWS-テレビは何を伝えたか-
- 十二夜（サー・アンドルー）

2002年
- フィリップの理由（ロジャー）
- ゆうれい貸屋（弥六）

2003年
- 奇跡の人（アーサー・ケラー）
- 桜の園（ピーシチク）

2004年
- コリオレイナス（ジューニャス･ブルータス）
- ヘッダ・ガブラ

2006年
- 夏の夜の夢（スナッグ、ライオン）
- タイタス・アンドロニカス（護民官）
- ハリウッド物語（チャールズ・マネー、ヴァルター、ヤーコブ・ロマーヒン）
- コリオレイナス（2006年 - 2007年）

2008年
- ジュリアス・シーザー（メテラス・シンバ、フレイヴァス、ヴォラムニアス、市民）
- リトル・ドンキー（マラブー 他）

2013年
- 汚れた手（ジョルジュ）
- 本当のことを言ってください。（東篤志）
- 良い子にご褒美（医者）

2014年
- 熊
- プロポーズ
- 奇跡の人（アナグノス、召使）
- 東海道四谷怪談（2014年 - 2015年、利倉屋茂助）

2016年
- どん底（ルカー）

2019年
- 君恋し〜ハナの咲かなかった男〜（白川伍一）

### シリーズ一覧
1. ↑  『SPIRITS』（2007年）、『GENESIS』（2016年）